# Região de Interlake

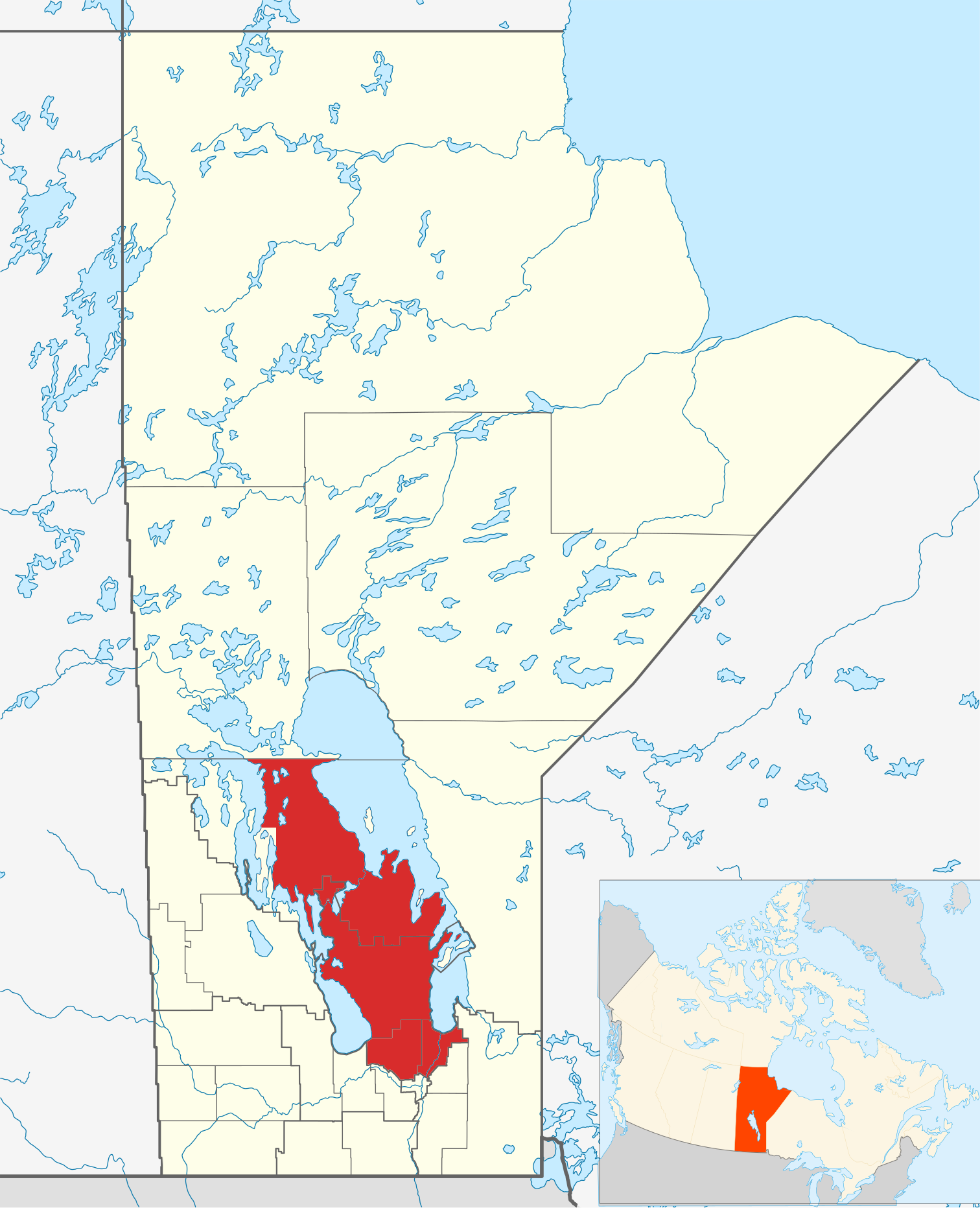
Localização do Interlake em Manitoba.

Interlake é uma região na província canadense de Manitoba. Como o nome indica, está aproximadamente entre o lago Winnipeg e o lago Manitoba e compreende 14 municipalidades rurais, uma cidade (a cidade de Selkirk), seis vilas (Arborg, Gimli, Riverton, Stonewall, Teulon e Winnipeg Beach) e uma aldeia, Dunnottar. O maior centro populacional da região é Selkirk. O segundo maior é a vila de Stonewall. A região é dividida em três divisões  que juntas tiveram uma população de 88.854 habitantes no censo 2011. A área de terra total da região é 15.855,37 km².
Argyle é a pequena aldeia que está localizada no meridiano principal do Canadá, perto do meio da região de Interlake. Sandy Hook está localizada entre Winnipeg Beach e Gimli, um local de férias de verão popular.

## Maiores comunidades
- Gimli
- Arborg
- Riverton
- Selkirk
- Stonewall
- Teulon
- Winnipeg Beach
- Fisher Branch
- Ashern